# Take You Dancing
Singles par Jason Derulo
Don't Cry for Me (en)
(2020) Love Not War (The Tampa Beat)
(2020)
Clip vidéo
[vidéo] « Take You Dancing », sur YouTube
Take You Dancing est une chanson du chanteur américain Jason Derulo. Elle est sortie comme single le 22 juillet 2020 sous le label Atlantic Records. La chanson est écrite par Teemu Brunila, Derulo, Emanuel "Eman" Kiriakou, Sarah Solovay et Shawn Charles.
Le single a atteint la première place en Roumanie, la deuxième place en Islande, en Hongrie, en Pologne et en Slovénie et le top 5 en Croatie, Israël, Serbie, Tchéquie, en Russie et en Ukraine. Il a également atteint la 7e place au Royaume-Uni ainsi que la 57e place au Billboard Hot 100 aux États-Unis dans le pays natal de Derulo.

## Contexte et sortie
Jason Derulo a annoncé le lancement du single le 16 juillet 2020 à travers les réseaux sociaux. Elle sort le 22 juillet 2020, heure américaine, en single. En parlant de la chanson, Derulo a déclaré : « En ces temps-ci, nous avons tous besoin d'une chanson qui peut nous élever. Espérons que Take You Dancing puisse être une lumière en ces jours difficiles »,.

## Clip vidéo
Le clip de Take You Dancing, réalisé par Christian Breslauer, est sorti le 27 août 2020 sur le compte du chanteur sur la plateforme YouTube.

## Liste de titres
| 1. | Take You Dancing | 3:10 |

## Crédits
Crédits adaptés depuis Tidal.
- Emanuel "Eman" Kiriakou – producteur, basse, éditeur, ingénieur du son, guitare, claviers, programmation, écriture
- Teemu Brunila – producteur, basse, éditeur, ingénieur, guitare, claviers, programmation, enregistrement, écriture
- Chris Gehringer – mastérisation
- Serban Ghenea – mixage
- Ben Hogarth – enregistrement
- Jason Derulo – voix, écriture
- Sarah Solovay – écriture, voix
- Shawn Charles – écriture

## Classements et certifications
| Classements (2020–21)                   | Meilleure position |
| --------------------------------------- | ------------------ |
| Allemagne (GfK Entertainment)           | 15                 |
| Australie (ARIA)                        | 10                 |
| Autriche (Ö3 Austria Top 40)            | 12                 |
| Belgique (Flandre Ultratop 50 Singles)  | 8                  |
| Belgique (Wallonie Ultratop 50 Singles) | 6                  |
| Canada (Hot 100)                        | 49                 |
| CEI (Tophit)                            | 1                  |
| Croatie (HRT)                           | 4                  |
| Danemark (Tracklisten)                  | 27                 |
| Écosse (OCC)                            | 9                  |
| États-Unis (Hot 100)                    | 57                 |
| États-Unis (Adult Pop Songs)            | 28                 |
| États-Unis (Pop Airplay)                | 15                 |
| Finlande (Suomen virallinen lista)      | 15                 |
| France (SNEP)                           | 74                 |
| Hongrie (Rádiós Top 40)                 | 2                  |
| Hongrie (Dance Top 40)                  | 19                 |
| Hongrie (Single Top 40)                 | 4                  |
| Hongrie (Stream Top 40)                 | 7                  |
| Irlande (Irish Singles Chart)           | 7                  |
| Islande (Tónlistinn)                    | 2                  |
| Israël (Media Forest)                   | 5                  |
| Italie (FIMI)                           | 29                 |
| Lituanie (AGATA)                        | 11                 |
| Norvège (VG-lista)                      | 10                 |
| Nouvelle-Zélande (RMNZ)                 | 13                 |
| Pays-Bas (Nederlandse Top 40)           | 10                 |
| Pays-Bas (Single Top 100)               | 16                 |
| Pologne (ZPAV)                          | 2                  |
| Portugal (AFP)                          | 32                 |
| Roumanie (Airplay 100)                  | 1                  |
| Royaume-Uni (UK Singles Chart)          | 7                  |
| Russie (Tophit Radio Top 100)           | 3                  |
| Serbie (Radiomonitor)                   | 5                  |
| Slovaquie (IFPI Rádio)                  | 5                  |
| Slovaquie (IFPI Singles Digitál)        | 12                 |
| Slovénie (SloTop50)                     | 2                  |
| Suède (Sverigetopplistan)               | 26                 |
| Suisse (Schweizer Hitparade)            | 11                 |
| Ukraine (Tophit Radio Top 100)          | 3                  |
| Tchéquie (IFPI Rádio)                   | 4                  |
| Tchéquie (IFPI Singles Digitál)         | 32                 |

| Classement (2020)              | Position |
| ------------------------------ | -------- |
| Allemagne (GfK Entertainment)  | 65       |
| Autriche (Ö3 Austria Top 40)   | 50       |
| Belgique (Flandre Ultratop)    | 85       |
| CEI (Tophit)                   | 30       |
| Pays-Bas (Nederlandse Top 40)  | 46       |
| Pays-Bas (Single Top 100)      | 79       |
| Roumanie (Airplay 100)         | 49       |
| Royaume-Uni (UK Singles Chart) | 92       |
| Russie (Airplay Tophit)        | 55       |
| Suisse (Schweizer Hitparade)   | 55       |
| Ukraine (Airplay Tophit)       | 68       |

### Certifications
| Pays | Certification | Ventes certifiées |
| --- | ------------- | ----------------- |
| Autriche (IFPI Autriche) | Or            | 15 000‡           |
| Belgique (BEA) | Or            | 20 000‡           |
| Canada (Music Canada) | Or            | 40 000‡           |
| Danemark (IFPI Danmark) | Or            | 45 000‡           |
| Italie (FIMI) | Or            | 35 000‡           |
| Nouvelle-Zélande (RMNZ) | Platine       | 30 000‡           |
| Portugal (AFP) | Or            | 5 000^            |
| Royaume-Uni (BPI) | Or            | 400 000‡          |
| *Ventes selon la certification ^Mise en rayon selon la certification xNon précisé par la certification ‡ventes/streaming selon la certification |               |                   |

## Historique de sortie
| Pays       | Date             | Format                                   | Label(s) | Réf.   |
| ---------- | ---------------- | ---------------------------------------- | -------- | ------ |
| Divers     | 22 juillet 2020  | - Téléchargement - streaming             | Atlantic | [ 1 ]  |
| Divers     | 24 juillet 2020  | - Téléchargement - streaming             | Atlantic | [ 5 ]  |
| États-Unis | 20 octobre 2020  | Diffusion radio (succès contemporains)   | Atlantic | [ 67 ] |
| États-Unis | 30 novembre 2020 | Diffusion radio (hot adult contemporary) | Atlantic | [ 68 ] |